# Higbert
Higbert (auch: Hygberht oder Hygeberht: † 803) war Bischof (779–787) und Erzbischof (787–799) von Lichfield während der Herrschaft des Königs Offa von Mercien.
Um seine Position gegenüber dem Königreich Kent und dem Erzbischof von Canterbury, damals Jaenbert, zu stärken, bewirkte Offa während des Konzils von Chelsea die Schaffung eines Erzbistums in der Mitte seines Reiches, der Diözese Lichfield. Higbert, der damalige Bischof von Lichfield, erhielt im Jahr 788 das Pallium von Papst Hadrian I. Nach dem Tode von Jaenbert 792, war er erster Prälat von England. Er weihte auch Jaenberts Nachfolger Æthelhard.
Offas Nachfolger Cenwulf wollte beide Diözesen auflösen und durch eine in London ersetzen, dazu kam es aber nicht. Jedoch widerrief Papst Leo III. 802 die Entscheidung seines Vorgängers, da ihm der Grund zur Schaffung des Erzbistums, die Uneinigkeit der englischen Kirche, unzutreffend schien. Higbert überstand den Streit bezüglich seiner Diözese, indem er von seinem Amt zurücktrat und so der Auflösung der Diözese zuvorkam. Er starb im Jahre 803 als Abt und Oberhaupt des Klerus in Mercia.